# Monte Carlo Masters
Monte Carlo Masters, officiellt Rolex Monte Carlo Masters, är en tennisturnering för herrar som ingår i kategorin Masters 1000 på ATP-touren. Turneringen spelas årligen under april på Monte-Carlo Country Club i Roquebrune-Cap-Martin i Frankrike, en kommun som gränsar till Monte Carlo i Monaco.
Turneringen spelades första gången 1897 och blev en Öppna eran-tävling 1969.

## Resultat

### Herrsingel
Sedan 1947:
| År   | Mästare                                                 | Finalist                                                | Resultat                                                |
| ---- | ------------------------------------------------------- | ------------------------------------------------------- | ------------------------------------------------------- |
| 2024 | Stefanos Tsitsipas                                      | Casper Ruud                                             | 6−1, 6–4                                                |
| 2023 | Andrej Rubljov                                          | Holger Rune                                             | 5−7, 6−2, 7−5                                           |
| 2022 | Stefanos Tsitsipas                                      | Alejandro Davidovich Fokina                             | 6−3, 7–6(7–3)                                           |
| 2021 | Stefanos Tsitsipas                                      | Andrej Rubljov                                          | 6−3, 6−3                                                |
| 2020 | Ingen turnering hölls (på grund av coronaviruspandemin) | Ingen turnering hölls (på grund av coronaviruspandemin) | Ingen turnering hölls (på grund av coronaviruspandemin) |
| 2019 | Fabio Fognini                                           | Dušan Lajović                                           | 6−3, 6−4                                                |
| 2018 | Rafael Nadal                                            | Kei Nishikori                                           | 6–3, 6–2                                                |
| 2017 | Rafael Nadal                                            | Albert Ramos Viñolas                                    | 6–1, 6–3                                                |
| 2016 | Rafael Nadal                                            | Gaël Monfils                                            | 7–5, 5–7, 6–0                                           |
| 2015 | Novak Djokovic                                          | Tomáš Berdych                                           | 7–5, 4–6, 6–3                                           |
| 2014 | Stan Wawrinka                                           | Roger Federer                                           | 4–6, 7–6(7–5), 6–2                                      |
| 2013 | Novak Djokovic                                          | Rafael Nadal                                            | 6–2, 7–6(7–1)                                           |
| 2012 | Rafael Nadal                                            | Novak Djokovic                                          | 6–3, 6–1                                                |
| 2011 | Rafael Nadal                                            | David Ferrer                                            | 6-4, 7–5                                                |
| 2010 | Rafael Nadal                                            | Fernando Verdasco                                       | 6-0, 6–1                                                |
| 2009 | Rafael Nadal                                            | Novak Djokovic                                          | 6–3, 2–6, 6–1                                           |
| 2008 | Rafael Nadal                                            | Roger Federer                                           | 7-5, 7-5                                                |
| 2007 | Rafael Nadal                                            | Roger Federer                                           | 6-4, 6-4                                                |
| 2006 | Rafael Nadal                                            | Roger Federer                                           | 6-2, 6-7, 6-3, 7-6                                      |
| 2005 | Rafael Nadal                                            | Guillermo Coria                                         | 6-3, 6-1, 0-6, 7-5                                      |
| 2004 | Guillermo Coria                                         | Rainer Schüttler                                        | 6-2, 6-1, 6-3                                           |
| 2003 | Juan Carlos Ferrero                                     | Guillermo Coria                                         | 6-2, 6-2                                                |
| 2002 | Juan Carlos Ferrero                                     | Carlos Moyá                                             | 7-5, 6-3, 6-4                                           |
| 2001 | Gustavo Kuerten                                         | Hicham Arazi                                            | 6-3, 6-2, 6-4                                           |
| 2000 | Cédric Pioline                                          | Dominik Hrbatý                                          | 6-4, 7-6, 7-6                                           |
| 1999 | Gustavo Kuerten                                         | Marcelo Ríos                                            | 6-4, 2-1 (uppgivet)                                     |
| 1998 | Carlos Moyá                                             | Cédric Pioline                                          | 6-3, 6-0, 7-5                                           |
| 1997 | Marcelo Ríos                                            | Àlex Corretja                                           | 6-4, 6-3, 6-3                                           |
| 1996 | Thomas Muster                                           | Albert Costa                                            | 6-3, 5-7, 4-6, 6-3, 6-2                                 |
| 1995 | Thomas Muster                                           | Boris Becker                                            | 4-6, 5-7, 6-1, 7-6, 6-0                                 |
| 1994 | Andrej Medvedev                                         | Sergi Bruguera                                          | 7-5, 6-1, 6-3                                           |
| 1993 | Sergi Bruguera                                          | Cédric Pioline                                          | 7-6, 6-0                                                |
| 1992 | Thomas Muster                                           | Aaron Krickstein                                        | 6-3, 6-1, 6-3                                           |
| 1991 | Sergi Bruguera                                          | Boris Becker                                            | 5-7, 6-4, 7-6, 7-6                                      |
| 1990 | Andrei Tjesnokov                                        | Thomas Muster                                           | 7-5, 6-3, 6-3                                           |
| 1989 | Alberto Mancini                                         | Boris Becker                                            | 7-5, 2-6, 7-6, 7-5                                      |
| 1988 | Ivan Lendl                                              | Martin Jaite                                            | 5-7, 6-4, 7-5, 6-3                                      |
| 1987 | Mats Wilander                                           | Jimmy Arias                                             | 4-6, 7-5, 6-1, 6-3                                      |
| 1986 | Joakim Nyström                                          | Yannick Noah                                            | 6-3, 6-2                                                |
| 1985 | Ivan Lendl                                              | Mats Wilander                                           | 6-1, 6-3, 4-6, 6-4                                      |
| 1984 | Henrik Sundström                                        | Mats Wilander                                           | 6-3, 7-5, 6-2                                           |
| 1983 | Mats Wilander                                           | Mel Purcell                                             | 6-1, 6-2, 6-3                                           |
| 1982 | Guillermo Vilas                                         | Ivan Lendl                                              | 6-1, 7-6, 6-3                                           |
| 1981 | Jimmy Connors mot Guillermo Vilas                       | Jimmy Connors mot Guillermo Vilas                       | 5-5 (spelades inte klart - regn)                        |
| 1980 | Björn Borg                                              | Guillermo Vilas                                         | 6-1, 6-0, 6-2                                           |
| 1979 | Björn Borg                                              | Vitas Gerulaitis                                        | 6-2, 6-1, 6-3                                           |
| 1978 | Raúl Ramírez                                            | Tomáš Šmíd                                              | 6-3, 6-3, 6-4                                           |
| 1977 | Björn Borg                                              | Corrado Barazzutti                                      | 6-3, 7-5, 6-0                                           |
| 1976 | Guillermo Vilas                                         | Wojtek Fibak                                            | 6-1, 6-1, 6-4                                           |
| 1975 | Manuel Orantes                                          | Bob Hewitt                                              | 6-2, 6-4                                                |
| 1974 | Andrew Pattison                                         | Ilie Năstase                                            | 5-7, 6-3, 6-4                                           |
| 1973 | Ilie Năstase                                            | Björn Borg                                              | 6-4, 6-1, 6-2                                           |
| 1972 | Ilie Năstase                                            | František Pála                                          | 6-1, 6-0, 6-3                                           |
| 1971 | Ilie Năstase                                            | Tom Okker                                               | 3-6, 8-6, 6-1, 6-1                                      |
| 1970 | Željko Franulović                                       | Manuel Orantes                                          | 6-4, 6-3, 6-3                                           |
| 1969 | Tom Okker                                               | John Newcombe                                           | 8-10, 6-1, 7-5, 6-3                                     |
| 1968 | Nicola Pietrangeli                                      | Alex Metreveli                                          | 6-2, 6-2                                                |
| 1967 | Nicola Pietrangeli                                      | Martin Mulligan                                         | 6-3, 3-6, 6-3, 6-1                                      |
| 1966 | Manuel Santana                                          | Nicola Pietrangeli                                      | 8-6, 4-6, 6-4, 6-1                                      |
| 1965 | István Gulyás                                           | Jiri Javorský                                           | 6-3, 7-9, 8-6, 6-4                                      |
| 1964 | Martin Mulligan                                         | Jan-Erik Lundqvist                                      | 6-4, 6-4                                                |
| 1963 | Pierre Darmon                                           | Jan-Erik Lundqvist                                      | 6-2, 2-6, 6-1, 5-7, 6-4                                 |
| 1962 | Pierre Darmon                                           | Boro Jovanović                                          | 6-2, 6-1, 6-3                                           |
| 1961 | Nicola Pietrangeli                                      | Pierre Darmon                                           | 6-4, 1-6, 6-3, 6-3                                      |
| 1960 | Andrés Gimeno                                           | Mike Davies                                             | 8-6, 6-3, 6-4                                           |
| 1959 | Robert Haillet                                          | Budge Patty                                             | 9-7, 6-3, 4-6, 6-3                                      |
| 1958 | Robert Haillet                                          | Jaroslav Drobný                                         | 6-4, 6-4, 6-3                                           |
| 1957 | Jacky Brichant                                          | Paul Remy                                               | 3-6, 5-5, ab.                                           |
| 1956 | Hugh Stewart                                            | Tony Vincent                                            | 1-6, 8-6, 6-0, 6-2                                      |
| 1955 | Władysław Skonecki                                      | Budge Patty                                             | 6-4, 6-2, 8-6                                           |
| 1954 | Lorne Main                                              | Tony Vincent                                            | 9-7, 3-6, 7-5, 6-4                                      |
| 1953 | Władysław Skonecki                                      | Jaroslav Drobný                                         | 6-3, 6-4, 11-9                                          |
| 1952 | Frank Sedgman                                           | Jaroslav Drobný                                         | 7-5, 6-2, 5-7, 6-1                                      |
| 1951 | Sraight Clark                                           | Fred Kovaleski                                          | 1-6, 6-4, 6-4, 1-6, 10-8                                |
| 1950 | Jaroslav Drobný                                         | Bill Talbert                                            | 6-4, 6-4, 6-1                                           |
| 1949 | Frank Parker                                            | Gianni Cucelli                                          | 2-6, 6-3, 6-0, 6-4                                      |
| 1948 | József Asbóth                                           | Gianni Cucelli                                          | 6-3, 6-2, 5-7, 6-2                                      |
| 1947 | Lennart Bergelin                                        | Budge Patty                                             | 6-3, 6-8, 1-6, 6-2, 8-6                                 |

### Herrdubbel
Sedan 1970:
| År   | Mästare                                                 | Finalister                                              |                                                         |
| ---- | ------------------------------------------------------- | ------------------------------------------------------- | ------------------------------------------------------- |
| 2024 | Sander Gillé Joran Vliegen                              | Marcelo Melo Alexander Zverev                           |                                                         |
| 2023 | Ivan Dodig Austin Krajicek                              | Romain Arneodo Sam Weissborn                            |                                                         |
| 2022 | Rajeev Ram Joe Salisbury                                | Juan Sebastian Cabal Robert Farah                       |                                                         |
| 2021 | Nikola Mektić / Mate Pavić                              | Dan Evans / Neal Skupski                                |                                                         |
| 2020 | Ingen turnering hölls (på grund av coronaviruspandemin) | Ingen turnering hölls (på grund av coronaviruspandemin) | Ingen turnering hölls (på grund av coronaviruspandemin) |
| 2019 | Nikola Mektić / Franko Škugor                           | Robin Haase / Wesley Koolhof                            |                                                         |
| 2018 | Bob Bryan / Mike Bryan                                  | Oliver Marach / Mate Pavić                              |                                                         |
| 2017 | Rohan Bopanna / Pablo Cuevas                            | Feliciano López / Marc López                            |                                                         |
| 2016 | Pierre-Hugues Herbert / Nicolas Mahut                   | Jamie Murray / Bruno Soares                             |                                                         |
| 2015 | Bob Bryan / Mike Bryan                                  | Simone Bolelli / Fabio Fognini                          |                                                         |
| 2014 | Bob Bryan / Mike Bryan                                  | Ivan Dodig / Marcelo Melo                               |                                                         |
| 2013 | Julien Benneteau / Nenad Zimonjić                       | Bob Bryan / Mike Bryan                                  |                                                         |
| 2012 | Bob Bryan / Mike Bryan                                  | Max Mirnyi / Daniel Nestor                              |                                                         |
| 2011 | Bob Bryan / Mike Bryan                                  | Juan Ignacio Chela / Bruno Soares                       |                                                         |
| 2010 | Daniel Nestor / Nenad Zimonjić                          | Mahesh Bhupathi / Max Mirnyi                            |                                                         |
| 2009 | Daniel Nestor / Nenad Zimonjić                          | Bob Bryan / Mike Bryan                                  |                                                         |
| 2008 | Rafael Nadal / Tommy Robredo                            | Mahesh Bhupathi / Mark Knowles                          |                                                         |
| 2007 | Bob Bryan / Mike Bryan                                  | Julien Benneteau / Richard Gasquet                      |                                                         |
| 2006 | Jonas Björkman / Max Mirnyj                             | Fabrice Santoro / Nenad Zimonjić                        |                                                         |
| 2005 | Leander Paes / Nenad Zimonjić                           | Bob Bryan / Mike Bryan                                  |                                                         |
| 2004 | Tim Henman / Nenad Zimonjić                             | Gastón Etlis / Martín Rodríguez                         |                                                         |
| 2003 | Mahesh Bhupathi / Max Mirnyj                            | Michaël Llodra / Fabrice Santoro                        |                                                         |
| 2002 | Jonas Björkman / Todd Woodbridge                        | Paul Haarhuis / Jevgenij Kafelnikov                     |                                                         |
| 2001 | Jonas Björkman / Todd Woodbridge                        | Joshua Eagle / Andrew Florent                           |                                                         |
| 2000 | Wayne Ferreira / Yevgeny Kafelnikov                     | Paul Haarhuis / Sandon Stolle                           |                                                         |
| 1999 | Olivier Delaître / Tim Henman                           | Jiří Novák / David Rikl                                 |                                                         |
| 1998 | Jacco Eltingh / Paul Haarhuis                           | Daniel Orsanic / Cyril Suk                              |                                                         |
| 1997 | Donald Johnson / Francisco Montana                      | Jacco Eltingh / Paul Haarhuis                           |                                                         |
| 1996 | Ellis Ferreira / Jan Siemerink                          | Jonas Björkman / Nicklas Kulti                          |                                                         |
| 1995 | Jacco Eltingh / Paul Haarhuis                           | Luis Lobo / Javier Sánchez                              |                                                         |
| 1994 | Nicklas Kulti / Magnus Larsson                          | Jevgenij Kafelnikov / Daniel Vacek                      |                                                         |
| 1993 | Stefan Edberg / Petr Korda                              | Paul Haarhuis / Mark Koevermans                         |                                                         |
| 1992 | Boris Becker / Michael Stich                            | Petr Korda / Karel Nováček                              |                                                         |
| 1991 | Luke Jensen / Laurie Warder                             | Paul Haarhuis / Mark Koevermans                         |                                                         |
| 1990 | Petr Korda / Tomáš Šmíd                                 | Andrés Gómez / Javier Sánchez                           |                                                         |
| 1989 | Tomáš Šmíd / Mark Woodforde                             | Paolo Canè / Diego Nargiso                              |                                                         |
| 1988 | Sergio Casal / Emilio Sánchez                           | Henri Leconte / Ivan Lendl                              |                                                         |
| 1987 | Hans Gildemeister / Andrés Gómez                        | Mansour Bahrami / Michael Mortensen                     |                                                         |
| 1986 | Guy Forget / Yannick Noah                               | Joakim Nyström / Mats Wilander                          |                                                         |
| 1985 | Pavel Složil / Tomáš Šmíd                               | Shlomo Glickstein / Shahar Perkiss                      |                                                         |
| 1984 | Mark Edmondson / Sherwood Stewart                       | Jan Gunnarsson / Mats Wilander                          |                                                         |
| 1983 | Heinz Günthardt / Balázs Taróczy                        | Henri Leconte / Yannick Noah                            |                                                         |
| 1982 | Peter McNamara / Paul McNamee                           | Mark Edmondson / Sherwood Stewart                       |                                                         |
| 1981 | Heinz Günthardt / Markus Günthardt                      | Pavel Složil / Tomáš Šmíd                               |                                                         |
| 1980 | Paolo Bertolucci / Adriano Panatta                      | Vitas Gerulaitis / John McEnroe                         |                                                         |
| 1979 | Ilie Năstase / Raúl Ramírez                             | Victor Pecci / Balázs Taróczy                           |                                                         |
| 1978 | Peter Fleming / Tomáš Šmíd                              | Jaime Fillol / Ilie Năstase                             |                                                         |
| 1977 | François Jauffret / Jan Kodeš                           | Wojtek Fibak / Tom Okker                                |                                                         |
| 1976 | Wojtek Fibak / Karl Meiler                              | Björn Borg / Guillermo Vilas                            |                                                         |
| 1975 | Bob Hewitt / Frew McMillan                              | Arthur Ashe / Tom Okker                                 |                                                         |
| 1974 | John Alexander / Phil Dent                              | Manuel Orantes / Tony Roche                             |                                                         |
| 1973 | Juan Gisbert Sr. / Ilie Năstase                         | Georges Goven / Patrick Proisy                          |                                                         |
| 1972 | Patrice Beust / Daniel Contet                           | Jiří Hřebec / Frantisek Pala                            |                                                         |
| 1971 | Ilie Năstase / Ion Ţiriac                               | Tom Okker / Roger Taylor                                |                                                         |
| 1970 | Marty Riessen / Roger Taylor                            | Pierre Barthès / Nikola Pilić                           |                                                         |